# Couleuvre
Couleuvre és un municipi francès, situat al departament de l'Alier i a la regió d'Alvèrnia-Roine-Alps. L'any 2007 tenia 580 habitants.

## Demografia

### Població
El 2007 la població de fet de Couleuvre era de 580 persones. Hi havia 279 famílies de les quals 100 eren unipersonals (40 homes vivint sols i 60 dones vivint soles), 123 parelles sense fills, 48 parelles amb fills i 8 famílies monoparentals amb fills.
La població ha evolucionat segons el següent gràfic:
Habitants censats

### Habitatges
El 2007 hi havia 415 habitatges, 285 eren l'habitatge principal de la família, 82 eren segones residències i 48 estaven desocupats. 399 eren cases i 15 eren apartaments. Dels 285 habitatges principals, 213 estaven ocupats pels seus propietaris, 70 estaven llogats i ocupats pels llogaters i 3 estaven cedits a títol gratuït; 2 tenien una cambra, 24 en tenien dues, 63 en tenien tres, 86 en tenien quatre i 110 en tenien cinc o més. 177 habitatges disposaven pel capbaix d'una plaça de pàrquing. A 158 habitatges hi havia un automòbil i a 92 n'hi havia dos o més.

### Piràmide de població
La piràmide de població per edats i sexe el 2009 era:
| Homes | Edats   | Dones |
| ----- | ------- | ----- |
| 0     | 95 o +  | 0     |
| 0     | 90 a 94 | 0     |
| 8     | 85 a 89 | 0     |
| 8     | 80 a 84 | 4     |
| 8     | 75 a 79 | 20    |
| 16    | 70 a 74 | 12    |
| 28    | 65 a 69 | 24    |
| 32    | 60 a 64 | 56    |
| 24    | 55 a 59 | 12    |
| 24    | 50 a 54 | 20    |
| 4     | 45 a 49 | 16    |
| 40    | 40 a 44 | 24    |
| 16    | 35 a 39 | 28    |
| 24    | 30 a 34 | 4     |
| 0     | 25 a 29 | 20    |
| 16    | 20 a 24 | 12    |
| 8     | 15 a 19 | 24    |
| 16    | 10 a 14 | 16    |
| 20    | 5 a 9   | 16    |
| 0     | 0 a 4   | 12    |

## Economia
El 2007 la població en edat de treballar era de 359 persones, 235 eren actives i 124 eren inactives. De les 235 persones actives 205 estaven ocupades (113 homes i 92 dones) i 30 estaven aturades (13 homes i 17 dones). De les 124 persones inactives 55 estaven jubilades, 17 estaven estudiant i 52 estaven classificades com a «altres inactius».

### Ingressos
El 2009 a Couleuvre hi havia 280 unitats fiscals que integraven 568 persones, la mediana anual d'ingressos fiscals per persona era de 14.263 €.

### Activitats econòmiques
Dels 23 establiments que hi havia el 2007, 1 era d'una empresa extractiva, 1 d'una empresa de fabricació d'altres productes industrials, 6 d'empreses de construcció, 4 d'empreses de comerç i reparació d'automòbils, 1 d'una empresa de transport, 3 d'empreses d'hostatgeria i restauració, 1 d'una empresa financera, 1 d'una empresa immobiliària, 3 d'empreses de serveis, 1 d'una entitat de l'administració pública i 1 d'una empresa classificada com a «altres activitats de serveis».
Dels 9 establiments de servei als particulars que hi havia el 2009, 1 era una oficina de correu, 3 fusteries, 2 lampisteries i 3 restaurants.
L'únic establiment comercial que hi havia el 2009 era una botiga de menys de 120 m².
L'any 2000 a Couleuvre hi havia 57 explotacions agrícoles que ocupaven un total de 3.990 hectàrees.

## Equipaments sanitaris i escolars
El 2009 hi havia una escola elemental integrada dins d'un grup escolar amb les comunes properes formant una escola dispersa.

## Poblacions més properes
El següent diagrama mostra les poblacions més properes.